# А̄
Cette page contient des caractères spéciaux ou non latins. S’ils s’affichent mal (▯, ?, etc.), consultez la page d’aide Unicode.
Ne doit pas être confondu avec la lettre latine A macron (Ā ā).
Le А macron suscrit (capitale А̄, minuscule а̄) est une lettre de l'alphabet cyrillique, composée du А (A cyrillique) et du macron. Elle est utilisée en aléoute, evenki, ingouche, mansi, nanaï, néguidale, orok, oultche, same de Kildin, same de Ter, selkoupe, et tchétchène.

## Représentations informatiques
Le А macron peut être représenté avec les caractères Unicode suivants :
- décomposé (cyrillique, diacritiques) :

| formes    | représentations | chaînes de caractères | points de code | descriptions                                             |
| --------- | --------------- | --------------------- | -------------- | -------------------------------------------------------- |
| capitale  | А̄               | А◌̄                    | U+0410 U+0304  | lettre majuscule cyrillique a diacritique macron en chef |
| minuscule | а̄               | а◌̄                    | U+0430 U+0304  | lettre minuscule cyrillique a diacritique macron         |